# Electronic dance music
L'electronic dance music (conosciuta anche come EDM, musica dance, club music, o semplicemente dance), è una vasta gamma di generi musicali elettronici  a percussione creati soprattutto per discoteche, rave e festival. L'EDM è generalmente creata per essere riprodotta dai disc jockey (DJ) che creano una selezione di tracce senza soluzione di continuità, chiamato mashup, che si susseguono senza interruzione da una registrazione ad un'altra. I produttori EDM eseguono anche la loro musica dal vivo in un contesto di un concerto o di un festival, in ciò che qualche volta viene chiamato un live PA. Nel Regno Unito e in Europa continentale, l'EDM è più comunemente chiamata "musica dance" o semplicemente "dance".
Alla fine degli anni ottanta e all'inizio degli anni novanta, in seguito all'emergere della musica rave, delle radio pirata e un aumento di interesse per la cultura club, l'EDM acquisì popolarità mainstream in Europa. Durante la metà e la fine degli anni novanta, nonostante il successo iniziale di un certo numero di gruppi negli Stati Uniti, l'accettazione della cultura dance non era universale, e i media mainstream rimasero ostili alla musica. In questo periodo, un'associazione percepita fra l'EDM e la cultura della droga portò i governi statali e cittadini a promulgare leggi e politiche volte a fermare la diffusione della cultura rave.
Nei primi anni 2010 la parola "Electronic dance music" ed il suo acronimo EDM venivano spinti dall'industria musicale statunitense e dal giornalismo musicale nel tentativo di re-brand della cultura rave statunitense. Nonostante il tentativo dell'industria di creare uno specifico marchio EDM, l'acronimo rimane in uso come un termine ombrello per molteplici generi dance, come house, techno, trance, drum and bass, dubstep e i loro rispettivi sotto generi.

## Terminologia
Il termine "electronic dance music" (EDM) è stato utilizzato negli Stati Uniti fin dal 1985, anche se il termine "dance music" non prese piede come termine generico[95]. fino alla fine degli anni novanta, quando l'industria musicale degli Stati Uniti creò le classifiche musicali per la dance (la rivista Billboard ha mantenuto continuativamente una classifica "dance" dal 1974 fino ai nostri giorni). Nel giugno del 1995 la Nervous Records ed il Project X Magazine ospitarono la prima cerimonia di premiazione, chiamandola "Electronic Dance Music Awards".
Scrivendo sul The Guardian, il giornalista Simon Reynolds ha notato che l'adozione da parte dell'industria musicale statunitense del termine EDM alla fine degli anni 2000 fu un tentativo di re-brand della "cultura rave" statunitense e differenziarla dalla precedente scena rave degli anni novanta.. Nel Regno Unito e nell'Europa continentale invece "dance" o "dance music" sono i termini più comuni per l'EDM.[4]
Ciò che viene ampiamente percepita come "club music" è cambiata nel corso del tempo; ora comprende generi differenti e non sempre abbraccia l'EDM. Allo stesso modo, "electronic dance music" può significare cose diverse per persone diverse. Sia la "club music" che l'EDM sembrano vaghe, ma i termini sono a volte usati per riferirsi a generi distinti e non collegati (la club music è definita da ciò che è popular, mentre l'EDM si distingue per gli attributi musicali).[96]

## Storia
I primi esempi di electronic dance music comprendono la musica disco di Giorgio Moroder e dei Yellow Magic Orchestra alla fine degli anni settanta. Un precursore dell'EDM è rappresentato da Jean Michel Jarre il pioniere francese della musica elettronica. 

### Disco
All'inizio degli anni ottanta, la popolarità della musica disco diminuì bruscamente negli Stati Uniti, abbandonata dalle maggiori etichette discografiche statunitensi e dai produttori. La disco europea continuò ad evolversi all'interno del vasto panorama della musica pop mainstream. Gruppi musicali europei come Silver Convention, Love & Kisses, Munich Machine, e gruppi musicali statunitensi come Donna Summer e i Village People furono gruppi che definirono la musica euro disco della fine degli anni settanta. Nel 1977, Giorgio Moroder e Pete Bellotte hanno prodotto I Feel Love per Donna Summer. Divenne la prima hit disco famosa per avere una base musicale completamente sintetizzata. Altri produttori disco, tra cui il famoso produttore statunitense Tom Moulton, presero idee e tecniche dalla musica dub (che venne con l'aumento dell'immigrazione giamaicana a New York negli anni settanta) per fornire alternative allo stile four on the floor che dominò.

### Post-disco
Durante l'era post-disco che seguì la reazione violenta contro la "disco" che iniziò alla metà del 1979 fino alla fine del 1979, che negli Stati Uniti portò a disordini civili e ad una rivolta a Chicago conosciuta come Disco Demolition Night, un movimento underground della disco "ridotta all'osso", che ispirò musica con "suoni radicalmente diversi", cominciò ad emergere nella East Coast. Questo nuovo scenario fu visto soprattutto nell'area metropolitana di New York e fu condotto inizialmente dagli artisti urban contemporary che stavano rispondendo all'eccessiva commercializzazione e al successivo declino della cultura disco. Il suono che emerse originò da P-Funk, la parte elettronica della disco, la musica dub, ed altri generi. Gran parte della musica prodotta in questo periodo fu, come la disco, per il mercato dei vinili. A questo punto, il controllo creativo cominciò a spostarsi verso case discografiche indipendenti, produttori meno affermati e i dj dei club. Altri stili dance che cominciarono a diventare popolari durante l'era post-disco comprendono la dance-pop, boogie e techno.

### Electro
Nei primi anni ottanta, l'electro emerse come una fusione del funk e del boogie di New York. Chiamato anche electro-boogie, ma in seguito abbreviato in electro, i pionieri citati sono i Zapp, i D Train e le Sinnamon. L'hip hop e il rap iniziali, combinati con influenze musicali electropop tedesche e giapponesi come i Kraftwerk e i Yellow Magic Orchestra (YMO) ispirarono la nascita dell'electro. Mentre il suono elettronico si sviluppò, strumenti come il basso elettrico e le batterie vennero rimpiazzati dai sintetizzatori e dalle iconiche drum machines, in particolare la Roland TR-808. I primi impieghi della TR-808 comprendono diversi brani dei Yellow Magic Orchestra nel 1980-1981, la canzone del 1982 "Planet Rock" di Afrika Bambaataa, e la canzone del 1982 "Sexual Healing" di Marvin Gaye. Nel 1982 il produttore Arthur Baker, insieme ad Afrika Bambaataa, pubblicarono la seminale "Planet Rock", che fu influenzata dai Yellow Magic Orchestra utilizzando campioni dei Kraftwerk e le percussioni dei tamburi forniti dalla TR-808. Planet Rock fu seguito nello stesso anno da un altro disco innovativo, Nunk dei Warp 9. Nel 1983 Hashim creò un suono electro funk che influenzò Herbie Hancock, con conseguente suo singolo Rockit. I primi anni ottanta furono il picco della popolarità mainstream dell'electro.

### Musica house
Nei primi anni ottanta, i dj dei The Hot Mix 5 della radio di Chicago, e i dj dei club Ron Hardy e Frankie Knuckles suonarono vari stili di musica dance, tra cui vecchie registrazioni disco (per lo più disco di Philadelphia e tracce della Salsoul), tracce electro-funk di artisti come Afrikaa Bambaataa, più recenti registrazioni italo disco, musica hip hop B-Boy di Man Parrish, Jellybean Benitez, Arthur Baker, e John Robie, e musica electropop di Kraftwerk e dei Yellow Magic Orchestra. Alcuni crearono e suonarono le loro canzoni preferite modificate su nastro da bobina a bobina, e a volte inclusero nel mix effetti sonori, drum machines ed altra strumentazione elettronica ritmica. La canzone dance elettronica ipnotica "On and On", prodotta nel 1984 dal DJ di Chicago Jesse Saunders e co-scritta da Vince Lawrence, aveva elementi che divennero fondamentali nel suono iniziale house, tra cui il basso del sintetizzatore Roland TB-303 e voci minimali, così come una drum machine Roland (nello specifico la TR-808), e un sintetizzatore Korg (nello specifico la Poly-61). Utilizzò anche la linea di basso della registrazione disco dei Player One "Space Invaders" (1979).
"On and On" è a volte citata come la "prima registrazione house", anche se altri esempi di quel periodo, come  "Music is the Key" (1985) di J.M. Silk sono stati citati. La musica house si diffuse rapidamente in altre città degli Stati Uniti, come Detroit, New York e Newark - ognuna delle quali sviluppò le proprie scene regionali. Dalla metà alla fine degli anni ottanta, la musica house divenne popolare in Europa, così come nelle principali città del sud America e in Australia. L'house di Chicago conobbe un certo successo in Europa con pubblicazioni come "House Nation" dei House Master Boyz and the Rude Boy of House (1987). A seguito di questo, un numero di pubblicazioni house come "Pump Up the Volume" dei MARRS (1987), "Theme from S'Express" dei S'Express (1988) e "Doctorin' the House" dei Coldcut (1988) entrarono nelle classifiche pop.
Tuttavia, la musica house stava fiorendo nella piccola isola delle Baleari di Ibiza, in Spagna. Il suono delle Baleari fu lo spirito della musica emergente dall'isola nella metà degli anni ottanta; la combinazione di vecchie registrazioni in vinile rock, pop, reggae e disco abbinata ad un atteggiamento del tipo "tutto va bene" rese Ibiza un centro di sperimentazione musicale indotta dai farmaci. Il vero cuore pulsante di Ibiza fu una fattoria trasformata in un club chiamato Amnesia. Qui emerse la cultura musicale house. Il proprietario Antonio Eschotado desiderava creare un luogo dove la gente potesse divertirsi sino a dopo il sorgere del sole. E lo ha fatto, ma è stato uno sforzo congiunto. Un creatore del suono balearico, il DJ Alfredo, fu il precursore della musica house. Fu il resident DJ ad Amnesia che introdusse il suono di Ibiza. Presto Amnesia divenne la festa house più calda d'Europa dalla metà alla fine degli anni ottanta attraendo persone da tutto il continente. Oltre a catalizzare la crescita di Ibiza e la diffusione della musica house, fu anche il precursore delle industrie del turismo e del capitale nel mercato dell'EDM.

### Acid house, techno, rave
Nel 1988, la musica house divenne la forma più popolare di musica da club in Europa, con l'acid house in via di sviluppo come un trend rilevante nel Regno Unito e in Germania nello stesso anno. Nel Regno Unito una consolidata sottocultura della festa nel capannone, centrata nella scena del sound system britannico afro-caribico, alimentò gli after-party clandestini che hanno caratterizzato esclusivamente la musica dance. Sempre nel 1988, l'atmosfera festaiola balearica associata a DJ Alfredo di Ibiza fu trasportata a Londra, mentre Danny Rampling e Paul Oakenfold aprirono rispettivamente i club Shoom e Spectrum. Entrambi i posti divennero sinonimi di acid house, e fu in questo periodo che l'MDMA acquisì rilievo come una droga da festa. Altri importanti club del Regno Unito furono Back to Basics a Leeds, Leadmill e Music Factory a Sheffield, e The Haçienda a Manchester, dove Mike Pickering e il posto di Graeme Park, Nude, fu un importante banco di prova per la musica dance underground statunitense. Il successo dell'house e dell'acid house aprì la strada alla Detroit techno, uno stile che fu inizialmente sostenuto da una manciata di club di musica house a Chicago, New York e in Inghilterra del Nord, con i club di Detroit che recuperarono in seguito. Il termine Techno entrò prima in uso dopo la pubblicazione di una compilation della 10 Records/Virgin Records dal titolo Techno: The Dance Sound of Detroit nel 1988.
Una delle prime produzioni di Detroit che ricevette un'ampia attenzione fu "Strings of Life" di Derrick May (1987), che, insieme alla precedente pubblicazione di May, "Nude Photo" (1987), contribuirono ad innalzare il profilo della techno in Europa, soprattutto nel Regno Unito e in Germania, durante il boom della musica house nel 1987-88 (Second Summer of Love). Divenne il brano più conosciuto di May, che secondo Frankie Knuckles, "esplose. Era come qualcosa che non potete immaginare, il genere di potenza e l'energia che le persone ebbero da quella registrazione quando fu sentita. Mike Dunn dice che non ha nessuna idea di come le persone possono accettare una registrazione che non ha una linea di basso." Secondo il DJ britannico Mark Moore, "Strings of Life" portò i frequentatori dei club di Londra ad accettare l'house: "perché la maggior parte delle persone odiava la musica house ed era tutto groove rari e hip hop... suonerei 'Strings of Life' al Mudd Club e svuoterei la pista.". Alla fine degli anni ottanta s'intensificò l'interesse per l'house, l'acid house e la techno nella scena dei club, e dei frequentatori dei club alimentati dal MDMA, che affrontavano nel Regno Unito un orario di chiusura delle 2:00 di notte, cominciavano a cercare dei rifugi after-hours nelle feste nei capannoni che continuavano per tutta la notte. Nel giro di un anno, nell'estate del 1989, fino a 10.000 persone alla volta frequentavano le feste underground commercialmente organizzate chiamate rave.

### Breakbeat hardcore, jungle, drum & bass
Nei primi anni novanta si sviluppò uno stile all'interno della scena rave che aveva un'identità distinta dalla house statunitense e dalla techno. Questa musica, proprio come l'hip hop prima, unì battiti sincopati campionati o battiti interrotti, altri campioni provenienti da una vasta gamma di diversi generi musicali e, occasionalmente, campioni di musica, dialoghi ed effetti da film e programmi televisivi. Rispetto ai precedenti stili di musica dance, come l'house e la techno, chiamati "musica rave", tendeva a sottolineare i bassi e utilizzare tempi più veloci, o beats per minute (BPM). Questo sottogenere fu conosciuto come "hardcore" rave, ma già a partire dal 1991, alcuni brani musicali composti da queste battute interrotte veloci, con linee di basso pesanti e campioni di vecchia musica giamaicana, furono denominati "jungle techno", un genere influenzato da Jack Smooth e Basement Records, e in seguito semplicemente "jungle", che fu riconosciuto come un genere musicale separato nei rave e nelle radio pirata in Gran Bretagna. È importante notare, quando si parla della storia del drum and bass, che prima del jungle, la musica rave stava diventando più veloce e più sperimentale.
Nel 1994, il jungle cominciò a guadagnare popolarità mainstream, e i fan della musica (spesso chiamati junglisti) divennero una parte più riconoscibile della sottocultura giovanile. Il genere si sviluppò ulteriormente, integrando e fondendo elementi da una vasta gamma di generi musicali esistenti, tra cui il suono raggamuffin, dancehall, canti MC, linee di basso dub, e percussioni breakbeat pesantemente modificate e sempre più complesse. Nonostante l'affiliazione con la scena rave alimentata dall'ecstasy, il jungle ereditò anche alcune associazioni con la violenza e le attività criminali, sia dalla cultura della gang che aveva interessato la scena hip hop nel Regno Unito, sia come conseguenza del suono del jungle che fu spesso aggressivo e minaccioso con i temi della violenza (solitamente riflessa nella scelta dei campioni). Tuttavia, ciò si sviluppò di pari passo con la reputazione spesso positiva della musica come parte della più ampia scena rave e della cultura musicale giamaicana basata sul ballo prevalente a Londra. Nel 1995, sia come reazione a, o indipendentemente da questo scisma culturale, alcuni produttori jungle cominciarono ad allontanarsi dallo stile influenzato dal reggae e crearono quello che sarebbe diventato collettivamente etichettato, per comodità, come drum and bass.

### Divulgazione negli Stati Uniti e nel mondo
Inizialmente, l'electronic dance music fu associata ai rave europei e alla cultura dei club. Raggiunse un'esposizione popolare limitata negli Stati Uniti, ma dalla metà alla fine degli anni novanta ci furono in corso degli sforzi per commercializzare una gamma di generi dance utilizzando l'etichetta "electronica". A quel tempo, un'ondata di gruppi di musica elettronica dal Regno Unito, fra cui i The Prodigy, i The Chemical Brothers, Fatboy Slim e gli Underworld, furono prematuramente associati ad una "rivoluzione electronica statunitense". Ma invece di trovare il successo mainstream, molti gruppi EDM consolidati furono relegati ai margini dell'industria musicale statunitense. Nel 1998 Ray of Light di Madonna portò l'electronica all'attenzione degli ascoltatori di musica popolare. Nonostante l'interesse dei media nell'electronica alla fine degli anni novanta, i produttori statunitensi dell'house e della techno continuarono a recarsi all'estero per stabilire la loro carriera come DJ e produttori. Altri nuovi nomi cominciarono a guadagnare importanza alla fine del secolo scorso, come il produttore olandese Tiësto, che ricevette l'attenzione di tutto il mondo per aver fornito una colonna sonora all'ingresso degli atleti durante la cerimonia di apertura delle Olimpiadi estive del 2004 - che il quotidiano The Guardian ritenne uno dei 50 eventi più importanti nella musica dance. Nel primo decennio degli anni 2000 la musica EDM ha ritrovato grande popolarità grazie a Lady Gaga, i Daft Punk, Black Eyed Peas e gli LMFAO, per poi esplodere a livello mondiale con artisti come Avicii, deadmau5, Martin Garrix e Skrillex.